# Schloss Traunegg

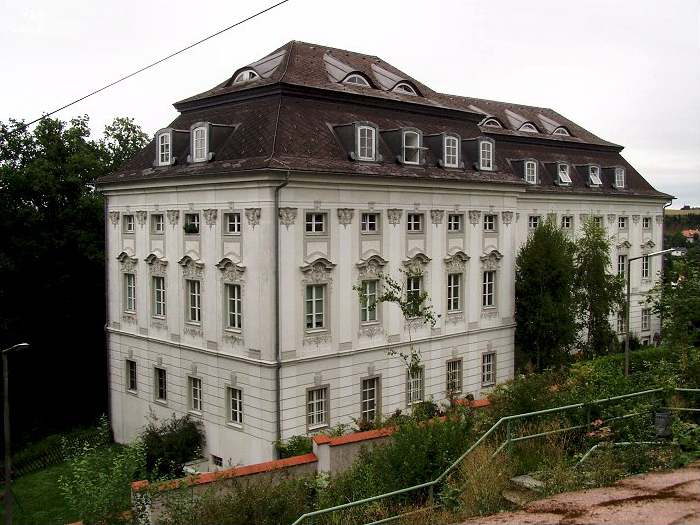
Schloss Traunegg (Westansicht)

Das Schloss Traunegg steht am Rand der Traunterrasse unweit der Pfarrkirche im Osten der Gemeinde Thalheim bei Wels im Bezirk Wels-Land. Es wurde 1577 durch Bernhard Jörger von Tollet errichtet und von späteren Eigentümern im Stil des Barocks verändert. Nach einer umfassenden Sanierung des Gebäudes ab den 1980er Jahren, wird es heute zu Wohnzwecken genutzt.

## Geschichte

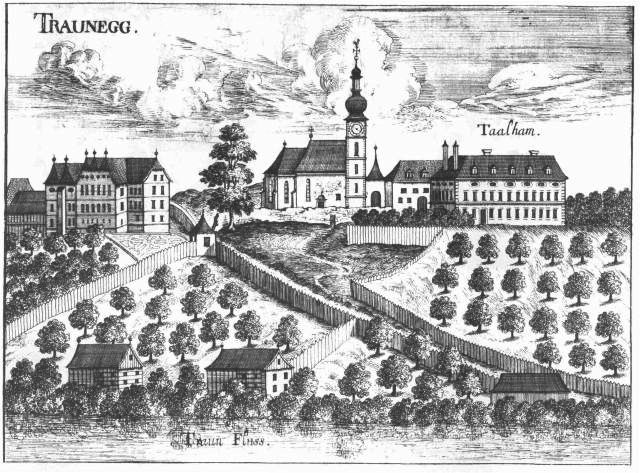
Schloss Traunegg (links im Bild) nach einem Stich von Georg Matthäus Vischer von 1674

Als Vorgängerbau ist 1283 an der Stelle des heutigen Schlosses urkundlich ein Gutshof erwähnt, der im Besitz der Polheimer war. Um 1412 erhielt der Hof zu Thalheim nach den neuen Besitzern, der Welser Kaufmannsfamilie Erdinger, den Namen Erdingerhof. Das 1577 erstmals urkundlich genannte Schloss wurde durch Bernhard Jörger von Tollet erbaut und durch Kaiser Rudolf II. zu einem Edelsitz erhoben, der von allen Abgaben und Steuern befreit war. Bernhard Jörger legte auch einen ersten Schlosspark an. Der Erdingerhof erhielt nun den Namen Trauneckhof. 1587 verkaufte Bernhard Jörger das Schloss an Ludwig Althamer. Dessen Sohn veräußerte es 1643 an Matthias Castner von Schloss Sigmundslust in Vomp.
Im 18. Jahrhundert war Traunegg im Besitz des auerspergischen Oberpflegers der Burgvogtei Wels, Andreas Edler von Renckh. Er baute den Herrschaftssitz 1730 zu einem Barockschloss aus. Auch die Stuckdecke im ersten Stock des Gebäudes stammt aus dieser Zeit. Rencks Nachkommen verkauften das Anwesen 1779 an Josef von Scharz. In den folgenden Jahren wechselten die Besitzer häufig. Unter diesen war 1837 der oberösterreichische Statthalter, Freiherr Philipp von Skrbensky, 1861 Graf Wilhelm Spanocchi und 1874 der Freiherr Heinrich von und zu Franckenstein. Unter diesem entstand ein Landschaftsgarten mit teilweise terrassierten Grünflächen. Der nordöstlichen Schlossfassade wurde eine hölzerne zweigeschoßige Veranda vorgebaut. Ein vorhandenes Glashaus der Schlossgärtnerei wurde abgetragen.
1925 kam der Besitz an die Grafen von Eltz, die bis 1960 Eigentümer des Schlosses blieben. Der Besitz wurde 1959/60 zum Preis von 2,1 Millionen Schilling an Josef Haid verkauft. Der neue Schlossbesitzer war an dem denkmalgeschützten Gebäude wenig interessiert und bestrebt, die zum Anwesen gehörenden Ländereien als Bauland zu verkaufen. 1988 wechselte auch das Schloss für 7,3 Millionen Schilling seinen Besitzer. Zu jener Zeit befand sich das Gebäude in einem desolaten Zustand. Private Investoren ließen den Schlossbau sanieren und darin 28 Wohneinheiten einrichten, die heute vermietet werden.

## Beschreibung

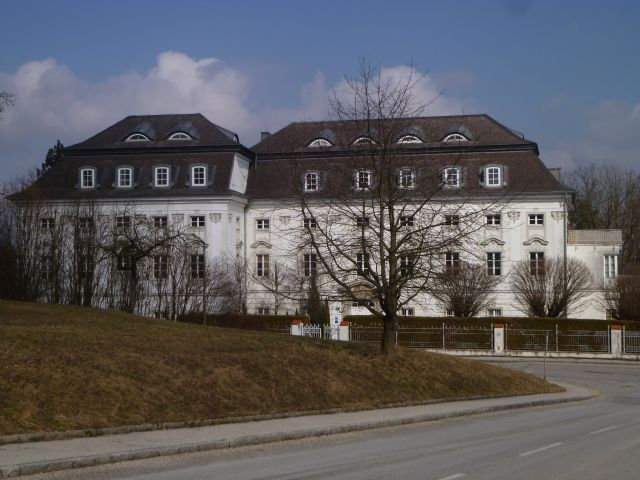
Schloss Traunegg (Südwestansicht)

Das dreigeschoßige Gebäude mit barockisierten Fassaden besitzt ein hohes Walmdach und ist weiß gestrichen. Es ist von einem 7,5 Hektar großen Park umgeben.
Zu dem Schloss gehörte früher ein Wachturm am Fuß des Pfarrbergs. Dieser ist heute noch unter dem Namen „Binder in der Rondell“ bekannt, wurde aber nach einem Brand im Jahr 1844 abgetragen. Ein Bildstock am Fuße des Kirchenbergs erinnert noch daran.